# Nerijus Zabarauskas
Nerijus Zabarauskas (* 8. September 1971 in Jonava, Litauische SSR) ist ein litauischer Basketball-Trainer und ehemaliger Basketball-Spieler.
Er ist 199 cm groß und wiegt 96 kg.

## Erfolge
Mit BC Atletas Kaunas wurde er zweimal Vize-Meister der LKL und mit Olimpas Plungė Vize-Meister der LKL.
2009 war er Sieger des BBL Challenge Cups.

## Privatleben
Zabarauskas ist verheiratet mit Jūratė. Gemeinsam haben sie einen Sohn, Arnas.